# Йосіно Хіроюкі
Йосіно Хіроюкі (яп. 吉野裕行, Yoshino Hiroyuki) — відомий японський сейю. Народився 6 лютого 1974-го року в місті Тіба, Японія. Озвучив більш ніж 81 аніме з 1996 року досі. Найкращі ролі в: Loveless, Claymore, Natsume Yūjin-chō.

## Ролі

### 2014
- Buddy Complex — Ярл,
- Space Dandy — Мяу,

### 2013
- Вальврейв Визволитель [ТВ-2] — Юсуке Отамась,
- Токійські ворони — Рейдзі Кагамі,
- Yowamushi Pedal — Ясутомо Аракіта,
- Kill la Kill — Хока Інумута,
- Kaminai — Хікоцу,
- Uchouten Kazoku — Ядзіро Сімогамо,
- Koitabi: True Tours Nanto — Харукі Екокава,
- Вальврейв Визволитель [ТВ-1] — Юсуке Отамась,
- Cardfight!! Vanguard: Link Joker Hen — Синго комою,
- Сестри Мінамі [ТВ-4] — Нацукі Мінамі,

### 2012
- 009 Re: Cyborg — Грейт Брітен,
- Zetsuen no Tempest: The Civilization Blaster — Тецума Кусарібе,
- Сказання про демонів сакури [ТВ-3] — Хейсуке Тодо,
- Rinne no Lagrange Season 2 — Ідзо,
- Arcana Famiglia — Дебіт,
- Inazuma Eleven Go: Chrono Stone — Кларк,
- Вже не зомбі це? [ТВ-2] — Оріто,
- Нічна буря [ТВ] — Гав,
- Rinne no Lagrange — Ідзо,

### 2011
- Онук Нураріхена [ТВ-2] — Годзумару,
- Іграшка Астаротті [ТВ] — Зігфрід,
- Sket Dance — Юсуке Фудзісакі (Боссун),
- Shōwa Monogatari [ТВ] — Юсуке Саватарі,
- Вже не зомбі це? [ТВ-1] — Оріто,

### 2010
- To Love-Ru [ТВ-2] — Кеньїті Саруяма,
- Сказання про демонів сакури [ТВ-2] — Хейсуке Тодо,
- Panty & Stocking with Garterbelt — Бриф,
- Мобільний воїн Гандан 00 — Фільм — Аллелуя Хаптізм,
- Онук Нураріхена [ТВ-1] — Годзумару,
- Сказ про чотири з половиною татамі — Одзу,
- Вогні нічного рейду — Аой Міесі,
- Mayoi Neko Overrun! — Іеясу Кікуті,
- Сказання про демонів сакури [ТВ-1] — Хейсуке Тодо,

### 2009
- Higashi no Eden (фільм перший) — Тайси Наомото,
- Воскресіння Будди — Юкі Унабара,
- Класичні історії — Селінунтіус,
- Кобата — Дзюйсе,
- Inuyasha [ТВ-2] — Гінта,
- 8-gatsu no Symphony: Shibuya 2002—2003 — Седзі Сео,
- Сестри Мінамі OVA-1 — Нацукі Мінамі,
- Компанія «Перше кохання» — Юдзі Аріхара,
- Сталевий алхімік [ТВ-2] — Золоф Кимбл,
- To Love-Ru OVA — Кеньїті Саруяма,

### 2008
- Nodame Cantabile (другий сезон) — Тосіхіко Міесі,
- Хаос;Вершина — Такумі Нісідзе,
- Tytania — Ідріс Титанія,
- Мобільний воїн Гандан 00 (другий сезон) — Аллелуя Хаптізм,
- Inazuma Eleven — Юто Кідо,
- Чара-охоронці! (сезон другий) — Дайті,
- Toradora! — Кодзі Харута,
- World Destruction: Sekai Bokumetsu no Rokunin — Аган Мардор,
- Монохромний Фактор — Наная,
- Пожирач Душ — Окс Форд,
- To Love-Ru [ТВ-1] — Кеньїті Саруяма,
- Аллісон та Лілія — Трез,
- Yatterman (TV 2008) — Ган-тян/Яттаман № 1,
- Справжні сльози — Міекіті Нобусе,

### 2007
- Yawaraka Sangokushi Tsukisase!! Ryofuko-chan — Зі Зі,
- Сестри Мінамі [ТВ-1] — Нацукі Мінамі,
- Мобільний воїн Гандан 00 (перший сезон) — Аллелуя Хаптізм,
- Чара-охоронці! (сезон перший) — Дайті,
- Majin Tantei Nōgami Neuro — Синобу Годай,
- Baccano! — Фіро Проченцо,
- Людина-череп — Акіра Вусами,
- Айка R-16 — Гаст,
- Священні звірі [ТВ-2] — Гай,
- Claymore — Сід,
- Nodame Cantabile (перший сезон) — Тосіхіко Міесі,

### 2006
- Загороджувачі — Есіморі Сумімура,
- Тремтячі спогади [ТВ] — Юсуке Каяма,
- Кігті Звіра — Кадзума Момота,
- Сусіди! — Юдзі Кагура,
- Дзегапейн — Кавагуті,
- Славетний [ТВ] — Нуангі,
- Kiba — Зедд,
- Принц тенісу OVA-1 — Рін Хіракоба,

### 2005
- Священні звірі OVA — Гай,
- Фігурний Калейдоскоп — Піт Пампс,
- Кров+ [ТВ] — Кай Міягусуку,
- Cluster Edge — Хром,
- Прилипала-сан — Кодзі Татібана,
- Loveless — Едзі,
- Спаси нас, бойова фея Мейв! — Рей Сугияма,
- Lime-iro Ryuukitan X Cross: Koi, Oshiete Kudasai. — Цуюсіро Інукай,

### 2004
- Адзуса, допоможи! — Ітіро Ямада,
- Галактичний ангел [ТВ-4] — Джонатан,
- Stratos 4 (2004) — Сора Ікеда,
- Initial D Fourth Stage — Сакамото,
- Загін чарівниць Аліси [ТВ] — Сигма,
- Massugu ni Ikou (2004) — Маметаро,
- Hunter × Hunter OVA-3 — Сабу,
- Misaki Chronicle Divergence Eve — Бернард Файрстар,

### 2003
- Повість про місячну принцесу — Роа,
- Massugu ni Ikou — Маметаро,
- Divergence Eve — Бернард Файрстар,
- Священні звірі [ТВ-1] — Гай,
- Манускрипт ніндзя: нова глава [ТВ] — Дзіродза,
- Стратос 4 [ТВ] — Сора Ікеда,

### 2002
- Barom One — Нанорі Кідо,
- Вандред: Другий рівень OVA — Хібікі Токай,
- Галактичний ангел [ТВ-3] — Джонатан,
- Hungry Heart: Wild Striker — Хіросі Ітікава,
- Галактичний ангел [ТВ-2] — Джонатан,
- Епоха Водолія [ТВ] — Дзюн'іті Кодзіма,

### 2001
- Hikaru no Go [ТВ] — Масіба,
- Вандред: Другий рівень [ТВ] — Хібікі Токай,
- Otogi Story Tenshi no Shippo — Гай,
- Галактичний ангел [ТВ-1] — Джонатан,
- Love Hina — весняний спецвипуск — Масаюки Хайтані,
- Вандред OVA — Хібікі Токай,

### 2000
- Love Hina — різдвяний спецвипуск — Масаюки Хайтані,
- Inuyasha [ТВ-1] — Гінта,
- Hajime no Ippo [ТВ-1] — Акіра Сігета,
- Вандред [ТВ] — Хібікі Токай,
- Love Hina [ТВ] — Масаюкі Хайтані,
- Megami Kouhosei TV — Клей Кліфф Фортран,
- Бугіпоп ніколи не сміється — Мамору Ойкава,

### 1999
- Pia Carrot e Youkoso!! 2 DX — Шінджі Яно,

### 1997
- Юна революціонерка Утена [ТВ] — Танака,

### 1996
- Воїни-маріонетки Джей — Івадера.

## Змішані ролі
- 2011 — Скет Данс — вокал [Party! Hallelujah! (еп. 40-50)],
- 2011 — Скет Данс — вокал [Sekai wa Okujou de Miwataseta (еп. 65 -)],
- 2008 — Inazuma Eleven — вокал [Mata ne … no Kisetsu (еп. 113 -)],
- 2007 — Священні звірі [ТВ-2] — вокал [Retsu Go! Guy! (еп. 10-13)],
- 2005 — Священні звірі OVA — вокал [Ikusen no Hiru to Yoru (еп. 1)],
- 2005 — Священні звірі OVA — вокал [Kizuna & Sadame],
- 2003 — Священні звірі [ТВ-1] — вокал [Bus Stop (еп. 4)].